# Dorsuniszki
Dorsuniszki (lit. Darsūniškis) – wieś na Litwie, położona nad Niemnem w rejonie koszedarskim okręgu kowieńskiego. Liczy 307 mieszkańców (2011).

## Historia
Dawniej Dorsuniszki były miasteczkiem. Ok. 1900 r. miały 504 mieszkańców. Posiadały kościół parafialny z 1473 r., przebudowany w XVIII w. sumptem ks. Antoniny Ogińskiej. Nowy kościół wzniesiono w 1848 r. W 1418 r. w Dorsuniszkach, w drodze do Kowna, przebywał król Władysław Jagiełło. W l. 1795–1915 Dorsuniszki były pod zaborem rosyjskim. Okupowane przez Niemców 1915–1918. Od 1918 do 1940 wieś należała do Republiki Litewskiej, a po pierwszej okupacji sowieckiej (1940–1941) i okupacji niemieckiej (1941–1944) Dorsuniszki zostały włączone do LSRR w składzie ZSRR (1944–1991). 
Podczas okupacji hitlerowskiej, 7 sierpnia 1941 roku Niemcy utworzyli getto dla żydowskich mieszkańców. Przebywało w nim około 150 osób. 28 sierpnia 1941 roku Niemcy zlikwidowali getto, a Żydów zamordowano na cmentarzu żydowskim. Sprawcami zbrodni byli żołnierze z Einsatzkommando 3, oraz litewskie służby bezpieczeństwa.  